# Bandar Nagori
Bandar Nagori is een bestuurslaag in het regentschap Simalungun van de provincie Noord-Sumatra, Indonesië. Bandar Nagori telt 761 inwoners (volkstelling 2010).